# Kalchbrenneriella cyanescens
Kalchbrenneriella cyanescens är en lavart som först beskrevs av Károly Kalchbrenner, och fick sitt nu gällande namn av Diederich & M.S. Christ. 2002. Kalchbrenneriella cyanescens ingår i släktet Kalchbrenneriella, divisionen sporsäcksvampar och riket svampar.   Inga underarter finns listade i Catalogue of Life.